# Black Creek (Wisconsin)
Black Creek – miasto w Stanach Zjednoczonych, w stanie Wisconsin, w hrabstwie Outagamie.